# Chatignonville
Chatignonville – miejscowość i gmina we Francji, w regionie Île-de-France, w departamencie Essonne.
Według danych na rok 1990 gminę zamieszkiwało 86 osób, a gęstość zaludnienia wynosiła 17 osób/km² (wśród 1287 gmin regionu Île-de-France Chatignonville plasuje się na 1059. miejscu pod względem liczby ludności, natomiast pod względem powierzchni na miejscu 672).